# Bộ lọc Kalman

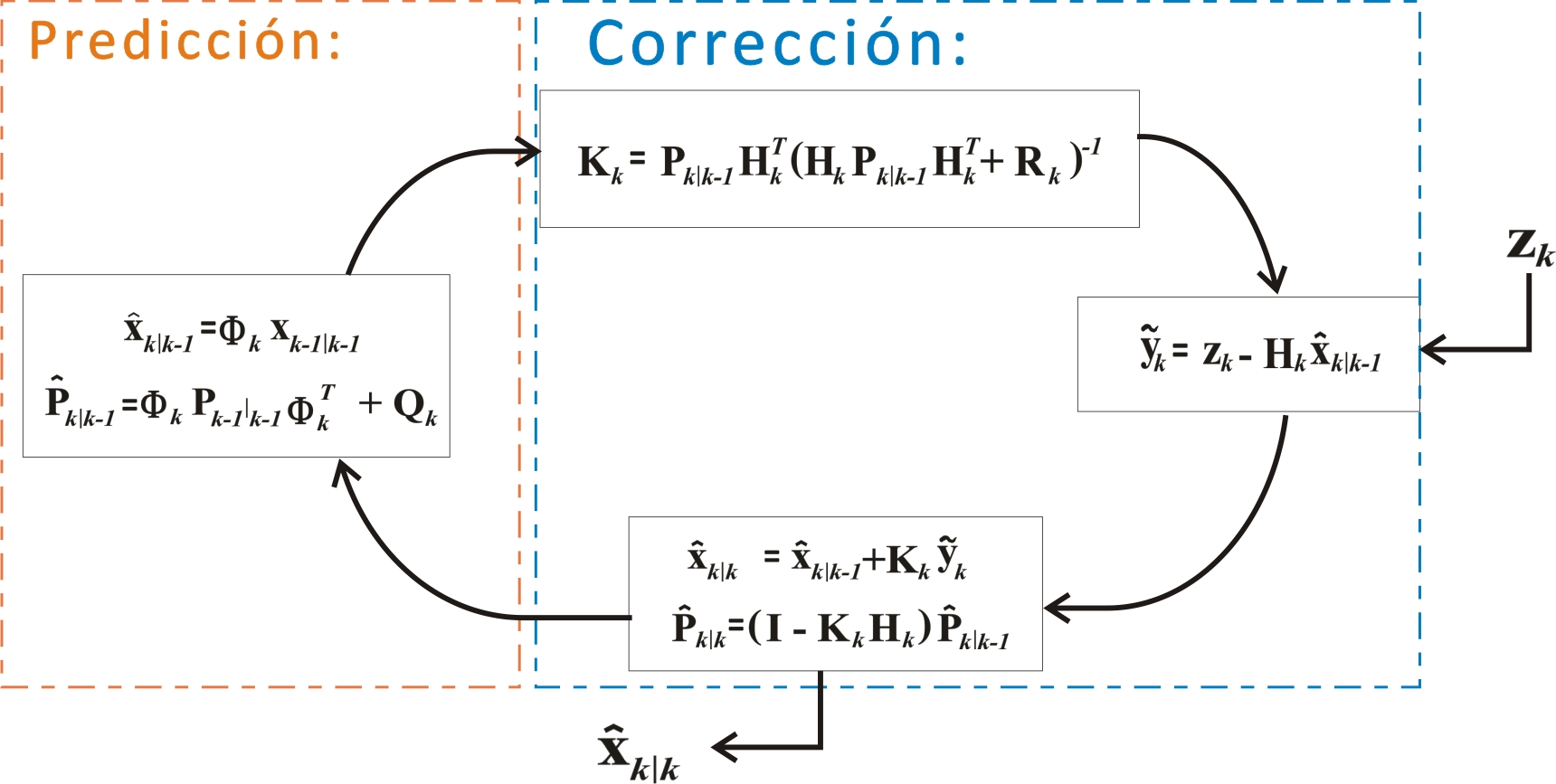
Một mô hình về bộ lọc Kalman

Bộ lọc Kalman, được Rudolf (Rudy) E. Kálmán công bố năm 1960, là thuật toán sử dụng chuỗi các giá trị đo lường, bị ảnh hưởng bởi nhiễu hoặc sai số, để ước đoán biến số nhằm tăng độ chính xác so với việc sử dụng duy nhất một giá trị đo lường. Bộ lọc Kalman thực hiện phương pháp truy hồi đối với chuỗi các giá trị đầu vào bị nhiễu, nhằm tối ưu hóa giá trị ước đoán trạng thái của hệ thống.
Bộ lọc Kalman được ứng dụng rộng rãi trong kỹ thuật, phổ biến trong các ứng dụng định hướng, định vị và điều khiển các phương tiện di chuyển. Ngoài ra, bộ lọc Kalman còn được ứng dụng để phân tích dữ liệu trong các lĩnh vực xử lý tín hiệu và kinh tế.

## Nghiên cứu thêm
- Einicke, G.A. (2012). Smoothing, Filtering and Prediction: Estimating the Past, Present and Future. Rijeka, Croatia: Intech. ISBN 978-953-307-752-9.
- Gelb, A. (1974). Applied Optimal Estimation. MIT Press.
- Kalman, R.E. (1960). "A new approach to linear filtering and prediction problems" (PDF). Journal of Basic Engineering. Quyển 82 số 1. tr. 35–45. Bản gốc (PDF) lưu trữ ngày 29 tháng 5 năm 2008. Truy cập ngày 3 tháng 5 năm 2008.
- Kalman, R.E. (1961). "New Results in Linear Filtering and Prediction Theory". Bucy, R.S. Truy cập ngày 3 tháng 5 năm 2008. {{Chú thích tạp chí}}: Chú thích magazine cần |magazine= (trợ giúp)[liên kết hỏng]
- Harvey, A.C. (1990). Forecasting, Structural Time Series Models and the Kalman Filter. Cambridge University Press.
- Roweis, S. (1999). "A Unifying Review of Linear Gaussian Models". Neural Computation. 11 (2). Ghahramani, Z.: 305–345. doi:10.1162/089976699300016674. PMID 9950734.
- Simon, D. (2006). Optimal State Estimation: Kalman, H Infinity, and Nonlinear Approaches. Wiley-Interscience. Bản gốc lưu trữ ngày 30 tháng 12 năm 2010. Truy cập ngày 5 tháng 6 năm 2013.
- Stengel, R.F. (1994). Optimal Control and Estimation. Dover Publications. ISBN 0-486-68200-5.
- Warwick, K. (1987). "Optimal observers for ARMA models" (PDF). International Journal of Control. 46 (5): 1493–1503. doi:10.1080/00207178708933989. Truy cập ngày 3 tháng 5 năm 2008.
- Bierman, G.J. (1977). Factorization Methods for Discrete Sequential Estimation. Quyển 128. Mineola, N.Y.: Dover Publications. ISBN 978-0-486-44981-4. {{Chú thích sách}}: Đã bỏ qua |journal= (trợ giúp)
- Bozic, S.M. (1994). Digital and Kalman filtering. Butterworth-Heinemann.
- Haykin, S. (2002). Adaptive Filter Theory. Prentice Hall.
- Liu, W. (2010). Kernel Adaptive Filtering: A Comprehensive Introduction. Principe, J.C. and Haykin, S. John Wiley.
- Manolakis, D.G. (1999). Statistical and Adaptive signal processing. Artech House.
- Welch, Greg (1997). "SCAAT: Incremental Tracking with Incomplete Information" (PDF). Bishop, Gary. ACM Press/Addison-Wesley Publishing Co: 333–344. doi:10.1145/258734.258876. ISBN 0-89791-896-7. {{Chú thích tập san học thuật}}: Chú thích journal cần |journal= (trợ giúp)
- Jazwinski, Andrew H. (1970). Stochastic Processes and Filtering. Mathematics in Science and Engineering. New York: Academic Press. tr. 376. ISBN 0-12-381550-9.
- Maybeck, Peter S. (1979). Stochastic Models, Estimation, and Control. Mathematics in Science and Engineering. Quyển 141–1. New York: Academic Press. tr. 423. ISBN 0-12-480701-1.
- Moriya, N. (2011). Primer to Kalman Filtering: A Physicist Perspective. New York: Nova Science Publishers, Inc. ISBN 978-1-61668-311-5.
- Dunik, J. (2009). "Methods for estimating state and measurement noise covariance matrices: Aspects and comparisons". Proceedings of 15th IFAC Symposium on System Identification. Simandl M., Straka O. France: 372–377.
- Chui, Charles K.; Chen, Guanrong (2009). Kalman Filtering with Real-Time Applications. Springer Series in Information Sciences. Quyển 17 (ấn bản thứ 4). New York: Springer. tr. 229. ISBN 978-3-540-87848-3.
- Spivey, Ben (2010). "Constrained Nonlinear Estimation for Industrial Process Fouling". Industrial & Engineering Chemistry Research. 49 (17). Hedengren, J. D. and Edgar, T. F.: 7824–7831. doi:10.1021/ie9018116.
- Thomas Kailath, Ali H. Sayed, and Babak Hassibi, Linear Estimation, Prentice-Hall, NJ, 2000, ISBN 978-0-13-022464-4.
- Ali H. Sayed, Adaptive Filters, Wiley, NJ, 2008, ISBN 978-0-470-25388-5.